# كوبو (أساطير)
کوبو (بالإنجليزية: Koopo)‏ حيوان الكنجارو الأحمر في أساطير أستراليا والمسئول عن وجود بقع ونقط في القطط. فذات يوم كان الكنجارو مسافرا فالتقى بالقط «جابور» الذي سأله أن يفشی له سر احتفالات الكنجارو. لكن كوبو رفض قائلا: إن الرقصات الضخمة هي من اختصاص الكنجارو فقط. لكن القط أصرَّ وأراد نزاله فطلب كوبو مساعدة من عدد آخر من الكنجارو الذين طعنوا القط بالرماح وقد توارث القطط بعد ذلك هذه النقط والبقع على جسمها، وكل نقطة أو بقعة تعبر عن مكان الرمح الذي أصاب جدها الأول الذي كاد أن يموت في المعركة لولا إله القمر الذي كان يعبر السماء فشاهد «جابور» يحتضر فأشار عليه أن يشرب نوعا معينا من الماء أعاد إليه الحياة مرة أخرى.